# 埃利亞斯 (摔角手)
傑佛瑞·羅根·休洛（英語：Jeffrey Logan Sciullo，1987年11月22日— （页面存档备份，存于））是出生於美國賓州匹茲堡的職業摔角手。他在WWE的摔角節目裡是以埃利亞斯（Elias）做為擂台名稱。

## 摔角經歷

### 獨立圈時期
傑佛瑞在出道時期是於美國東北部一帶的地方摔角圈上活動，當時他除使用個人本名之外，也有採用過重金屬耶穌（Heavy Metal Jesus）之類的擂台名稱。
他主要活躍的獨立圈是國際摔角同業聯盟（International Wrestling Cartel、IWC），並曾奪下該聯盟的超級印地冠軍與重量級冠軍頭銜。

### NXT
2014年傑佛瑞被WWE給簽下，一開始被安排為《NXT》節目裡的選手，並開始改用埃利亞斯·參孫（Elias Samson）的擂台名稱。他在《NXT》的首次登場，是在2014年4月24日與巴迪·莫菲組成雙打來對上The Ascension。該期間他在節目裡多擔任用來襯托出對手強度，負責輸掉比賽的一方。
2015年8月WWE給了埃利亞斯·參孫一個新的造型，外觀上是個會拿著吉他演唱的流浪樂手風格。之後曾與塔克·奈特合組來角逐NXT的雙打錦標賽，不過在第一回合便遭The Revival給淘汰。在2015年年底至2016年年初期間，埃利亞斯·參孫有得到較多在節目上取得勝利的安排，但6月3日埃利亞斯·參孫在與阿波羅·克魯茲的一對一單打戰後，因傷勢問題而離開節目休養一陣子，之後在9月29日回歸。
2017年3月15日WWE安排了一個戲碼給了埃利亞斯·參孫，內容是讓埃利亞斯·參孫嘲弄失去冠軍頭銜的卡修斯·歐諾，讓他們兩人結下樑子而舉行一場誰輸就得離開NXT的賭注比賽。該比賽於3月29日舉行，最後結果是埃利亞斯·參孫輸給了卡修斯·歐諾。輸掉比賽後的埃利亞斯·參孫，在4月1日改以蒙面造型的「漂流者」（El Vagabundo）身份於節目上登場，不過他在當天的單打賽輸掉後即被扯下面具而遭揭穿身份。

### RAW
2017年4月10日WWE把埃利亞斯·參孫到主秀《Raw》節目上。在《Raw》上的埃利亞斯·參孫開始被塑造成不時會在節目裡冒出，拿著吉他像是音樂浪人般獨自伴唱的模樣。埃利亞斯·參孫在《Raw》的第一次出賽是5月22日對上迪恩·安布羅斯，之後比賽中途因米茲闖入並刻意攻擊他，讓他以比賽取消方式獲勝。
到了6月19日WWE加強了埃利亞斯·參孫的個人風格，讓他開始會在節目的擂台上拿著吉他，演唱著嘲諷對手或是數落現場觀眾的歌曲，也開始以「誰願意跟隨埃利亞斯？」（Who wants to walk with Elias?）來做為他的個人代表台詞。在7月底，WWE則將他的擂台名稱改成較簡明易記的埃利亞斯（Elias）。
加入《Raw》後的埃利亞斯，他首次登場的大賽是9月21日《完全終結》上與阿波羅·克魯茲的一對一單打戰，並且有取得勝利。而10月22日的《TLC》裡，在埃利亞斯輸給傑森·喬登後，節目安排他與對方結下樑子的劇情，之後在11月6日《Raw》裡舉行了一場埃利亞斯與喬登要搶下吉他來痛砸對手才能取得勝利的特殊規則賽事，最後結果仍由喬登獲勝。
到了2017年底推出了埃利亞斯與約翰·希南發生衝突的戲碼，其中2018年1月22日《Raw》第25週年慶的特別節目裡，安排出讓埃利亞斯以吉他痛砸希南的橋段，為數天後舉行的《皇家大戰》劇情鋪路。之後埃利亞斯在28日《皇家大戰》30人大混戰裡以第6順位進場，結果是遭第20位進場的希南給淘汰。
結束《皇家大戰》後的埃利亞斯，開始角逐進入在2月25日舉行的《行刑室鐵籠戰》裡，向未來WWE環球冠軍挑戰的機會。埃利亞斯首先在1月29日《Raw》裡淘汰了麥特·哈迪，獲得進入《行刑室鐵籠戰》的資格，之後也在隔週2月5日節目裡和約翰·希南以及布勞恩·史卓曼的三人攻防戰上勝出，得到能在《行刑室鐵籠戰》以最後順位入場的優先權。

## 擂台資料

### 招式

#### 終結技
- 攫取迴旋頸部粉碎（Snap swinging neckbreaker）
- 迴旋切擊（Rolling Cutter）
- 跳水式肘擊（Diving elbow drop）

#### 代表招式
- 金臂勾（Lariat）
- 大腳踢擊（Big boot）
- 高角度膝擊（High knee）
- 跳水式膝擊（Diving knee drop）
- 跳水式雙腳踩踏（Diving double foot stomp）
- 身體拋摔（Body slam toss）
- 炸彈摔（Powerbomb）
- 逆蝦型固定（Boston crab）

### 冠軍頭銜
- IWC超級印地冠軍腰帶1次
- IWC重量級冠軍腰帶1次

### 評比
- 摔角雜誌《Pro Wrestling Illustrated》評比2017年度前500大選手第152名[14]

## 外部連結
- 埃利亞斯在WWE官方網站的介紹（页面存档备份，存于）（英文）
- 埃利亞斯的X（前Twitter）（英文）
- 埃利亞斯的Facebook專頁（英文）
- 埃利亞斯的Instagram帳戶（英文）